# فاتمير كاكا
فاتمير كاكا (بالألبانية: Fatmir Caca‏) هو لاعب كرة قدم ألباني في مركز الدفاع، ولد في 28 مايو 1985 في كرويه في ألبانيا. لعب مع نادي تيوتا دورس ونادي كامزا.

## وصلات خارجية
- فاتمير كاكا على موقع قاعدة بيانات كرة القدم.إي يو (الإنجليزية)
- فاتمير كاكا على موقع Soccerway.com (الإنجليزية)